# Нильсен (лунный кратер)
Кратер Нильсен (лат. Nielsen) — небольшой ударный кратер в центральной части Океана Бурь на видимой стороне Луны. Название присвоено в честь датского астронома Акселя Вильфреда Нильсена (1902—1970) и американского физика Гаральда Нильсена (1903—1973); утверждено Международным астрономическим союзом в 1973 г.  

## Описание кратера

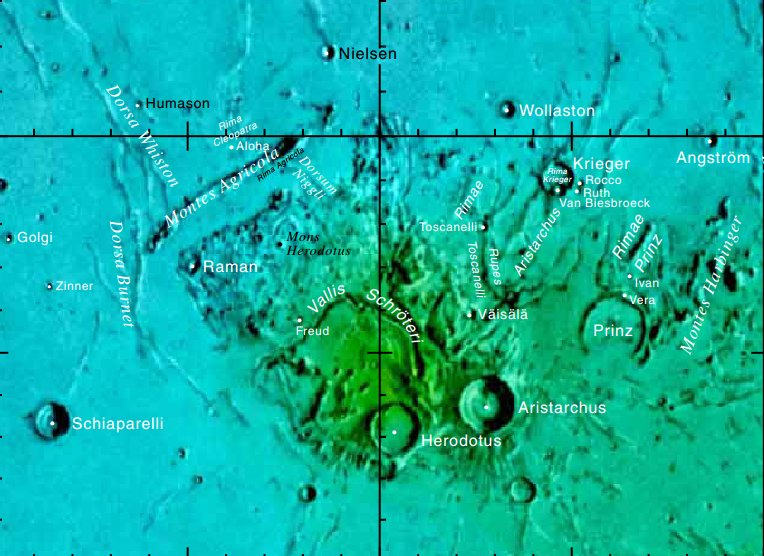
Окрестности кратера Нильсен. Фрагмент карты видимой стороны Луны.

Ближайшими соседями кратера являются кратер Хьюмасон на западе-юго-западе; кратер Волластон на востоке-юго-востоке; кратер Тосканелли на юго-востоке и кратер Алоха на юго-западе. На юго-западе от кратера находятся горы Агрикола; на юге - борозда Агриколы и гряда Ниггли; на юго-востоке борозды Аристарха. Селенографические координаты центра кратера 31°48′ с. ш. 51°46′ з. д. / 31,8° с. ш. 51,76° з. д., диаметр 9,6 км, глубина 1960 м.
Кратер Нильсен лежит на безымянной складке в Океане Бурь тянущейся в направлении пика Рюмкера на севере-северо-востоке. Кратер имеет циркулярную чашеобразную форму. Вал с четко очерченной острой кромкой и гладким внутренним склоном с высоким альбедо. Высота вала над окружающей местностью достигает 330 м; объем кратера составляет приблизительно 30 км³. По морфологическим признакам кратер относится к типу ALC (по названию типичного представителя этого класса — кратера Аль-Баттани C). 
До получения собственного наименования в 1973 г. кратер имел обозначение Волластон C (в системе обозначений так называемых сателлитных кратеров, расположенных в окрестностях кратера, имеющего собственное наименование).

## Сателлитные кратеры
Отсутствуют.

## См.также
- Список кратеров на Луне
- Лунный кратер
- Морфологический каталог кратеров Луны
- Планетная номенклатура
- Селенография
- Минералогия Луны
- Геология Луны
- Поздняя тяжёлая бомбардировка